# (798) Rut
(798) Rut es un asteroide perteneciente al cinturón de asteroides descubierto el 21 de noviembre de 1914 por Maximilian Franz Wolf desde el observatorio de Heidelberg-Königstuhl, Alemania.
Está posiblemente nombrado por Rut, un personaje de la Biblia.
Forma parte de la familia asteroidal de Eos.